# Daren Queenan
Daren Queenan (Norristown, Pennsilvània, 19 d'octubre de 1966) és un exjugador de bàsquet professional de nacionalitat nord-americana i passaport belga. Amb 1,94 metres d'alçada, la seva posició a la pista era la d'escorta.

## Carrera esportiva
Es va formar a l'equip de la Lehigh University, de la NCAA. L'any 1988, en acabar la seva etapa universitària i després de participar en la lliga d'estiu amb els Philadelphia Aces, va començar a jugar en diversos equips de la CBA, fins al 1991. L'any 1992 fitxa pel BBC Aalst de la lliga belga, on s'hi estaria fins al 1999. Després va jugar una temporada a la lliga grega i una altra a l'alemanya. El 2001 fitxa pel CB Càceres, on va ser tallat en el mes de gener. En aquelles dates va signar contracte amb el Joventut de Badalona fins a final de temporada.